# Racková
Racková är en ort i Tjeckien. Den ligger i regionen Zlín, i den östra delen av landet, 250 km öster om huvudstaden Prag. Racková ligger 232 meter över havet och antalet invånare är 689.
Terrängen runt Racková är kuperad österut, men västerut är den platt.Runt Racková är det tätbefolkat, med 659 invånare per kvadratkilometer. Närmaste större samhälle är Zlín, 6,5 km sydost om Racková. Trakten runt Racková består till största delen av jordbruksmark.